# Ordinul Mechitarist
| Ordinul Mechitarist | Ordinul Mechitarist                                         |
| ------------------- | ----------------------------------------------------------- |
|                     |                                                             |
| Nume oficial        | Congregatio monastica Antonianorum Benedictinorum Armenorum |
| Nume popular        | Mechitariști                                                |
| Fondator            | Mechitar de Sebastia, Constantinopol                        |
| Data înființării    | 1712                                                        |
| Apartenența         | Biserica Catolică                                           |
| Sigla               | CAM                                                         |
| Statut canonic      | ordin religios                                              |
| Total membri        | 32 (în anul 2015)                                           |
| Ordine religioase   |                                                             |

Ordinul Mechitarist (în italiană Congregazione Armena Mechitarista, acronim CAM) este un ordin călugăresc întemeiat la Constantinopol de călugărul armean Mechitar de Sebastia și confirmat de papa Clement al XI-lea în anul 1712. Călugării au fost nevoiți să părăsească Imperiul Otoman la scurtă vreme după aceea. Au primit de la Republica Venețiană dreptul de a se stabili pe insula San Lazzaro, care a devenit un centru de cultură armeană.
În Transilvania mechitariștii au construit la sfârșitul secolului al XVIII-lea o mănăstire la Elisabetopol (Dumbrăveni): Biserica romano-catolică „Sfinții Apostoli Petru și Pavel” din Dumbrăveni.